# Flora Duffy
Flora Duffy (ur. 30 września 1987 w Paget) – bermudzka triatlonistka, reprezentantka Bermudów na igrzyskach olimpijskich w Pekinie, Londynie, Rio de Janeiro oraz z Tokio. Mistrzyni olimpijska z Tokio. Złota medalistka z 2014 oraz 2015 roku z Mistrzostw Świata Xterra.

## Kariera
Treningi rozpoczęła w wieku ośmiu lat. Jej pierwszym sukcesem był srebrny medal zdobyty w 2006 roku na Mistrzostwach Świata w Triathlonie młodzieży w Lozannie.
Reprezentowała Bermudy na letnich igrzyskach olimpijskich w 2008 roku, gdzie nie była klasyfikowana z powodu bycia zdublowanym oraz w 2012, gdzie zajęła 45. miejsce z czasem 2:08:54.
W sierpniu 2014 osiągnęła drugi rezultat na Mistrzostwach Świata ITU Cross Triathlon. W tym samym roku wywalczyła złoty medal na Mistrzostwach Świata Xterria. Sukces swój powtórzyła w 2015 roku. Zwyciężczyni ITU Mistrzostw Świata ITU Cross Triathlon z 2015 roku. Na igrzyskach obu Ameryk rozegranych w Toronto zdobyła brązowy medal.
W 2016 ponownie reprezentowała Bermudy na igrzyskach olimpijskich, gdzie zajęła 8. pozycję z czasem 1:58:25. Zdobyła złoto na 21. Igrzyskach Wspólnoty Narodów osiągając rezultat 56:50. Zwyciężyła w drugim oraz trzecim cyklu zawodów ITU World Triathlon Series.
W 2021 roku na igrzyskach olimpijskich w Tokio zdobyła pierwsze w historii złoto dla reprezentacji Bermudów.

## Życie prywatne
Uczyła się w Akademii Warwick oraz w Kelly College (obecnie Mount Kelly) w Tavistock. Obroniła licencjat z socjologii na Uniwersytecie Kolorado w Boulder w czerwcu 2013 roku.
W 2013 wykryto u niej anemię. W grudniu 2017 roku poślubiła południowoafrykańskiego triatlonistę Dan Hugo.